# Arachnomura
Arachnomura Mello-Leitão, 1917 è un genere di ragni appartenente alla famiglia Salticidae.

## Distribuzione
Le due specie note di questo genere sono diffuse in Argentina e Brasile.

## Tassonomia
A maggio 2010, si compone di due specie:
- Arachnomura adfectuosa Galiano, 1977 — Argentina
- Arachnomura hieroglyphica Mello-Leitão, 1917[2]  — Brasile